# Syllas Tzumerkas
Syllas Tzumerkas (grec: Σύλλας Τζουμέρκας; nascut l'1 de gener de 1978) és un director de cinema, guionista i actor grec.

## Vida i primeres obres
Syllas Tzumerkas va néixer a Tessalònica. Va estudiar teatre i direcció de cinema i televisió a la L.Stavrakos Film School i a la Universitat d'Atenes.
El 2000 va dirigir el curtmetratage Ta Matia Pou Trone que va ser seleccionat per la Cinéfondation del 54è Festival Internacional de Cinema de Canes i va guanyar el Premi del Jurat al 2001 Festival Internacional de Cinema de Karlovy Vary.

## Carrera
El primer llargmetratge de Tzumerkas (Hora Proelefsis) es va estrenar a la Setmana Internacional de la Crítica de la 67a Mostra Internacional de Cinema de Venècia, el 2010. Hora Proelefsis va participar en diversos festivals internacionals de cinema i va guanyar 5 premis de l'Acadèmia de cinema hel·lènic (Millor director de primera pel·lícula, actriu secundària per a Ioanna Tsirigouli, música original, muntatge i maquillatge).
El guió del seu segon llargmetratge I ekrixi va guanyar el premi Eurimages a la coproducció al mercat de coproducció Cinelink del Festival de Cinema de Sarajevo de 2012. I ekrixi', una coproducció greco-alemanya-holandesa-italiana es va estrenar a la Competició Internacional del Festival Internacional de Cinema de Locarno de 2014. The film was consequently presented in many international film festivals, després al Festival de Cinema de Sarajevo (estrena regional), BFI London Film Festival (Dare), Mostra Internacional de Cinema de São Paulo (Competivió Nous Directors), Festival Internacional de Cinema de Rotterdam de 2015 (Limelight), entre d'altres. Es va estrenar en cinemes a diversos països (Grècia, Alemanya, Itàlia, Holanda, Polònia, Dinamarca, Austràlia, etc.) i es va llançar en VOD i DVD als Estats Units per Indiepix Films. A la premsa internacional, l'acollida crítica de la pel·lícula va variar des de grans crítiques, sobretot favorables, a Screen Daily, Indiewire, The Hollywood Reporter, Der Spiegel a mixtes a Variety i negatives a We Got this Covered.
Syllas Tzumerkas va participar amb el curtmetratge d'assaig A Manifesto for the Un-Communal, al llargmetratge documental Out-of-Place, una producció germanoisraeliana, guardonada amb el Premi Shimon-Peres 2018. A Manifesto for the Un-Communal es va estrenar com a curtmetratge individual al Festival Internacional de Cinema de Locarno 2017 (Fora de Competició).
In 2019, Syllas Tzoumerkas va presentar el seu tercer llargmetratge al Festival Internacional de Cinema de Berlín (Panorama). To thavma tis thalassas ton Sargasson, una coproducció de Grècia, Alemanya, Holanda i Suècia, un thriller criminal amb matisos de terror i surrealisme, es va estrenar al Zoo Palast. Va ser nominada al Premi Panorama i al Premi Teddy i New Europe Film Sales van anunciar la seva estrena en una sèrie de territoris durant el 2019 i la seva participació en diversos festivals internacionals de cinema conseqüents (Beaune International Thriller Festival, Istanbul IFF, BiFan International Fantastic Film Festival, etc.). La resposta crítica va ser majoritàriament favorable, amb Peter Bradshaw de The Guardian donant a la pel·lícula 3/5 estrelles tot anomenant-lo "un psicodrama de Lynch al sol" i Savina Petkova d' Electric Ghost Magazine atorga a la pel·lícula 5/5 estrelles, escrivint que "si bé la pel·lícula està saturada de cites bíbliques, icones de sants i cançons del cor de l'església, la seva forma ateneu-vos per igual als humils humans, animals i natura." The Hollywood Reporter, Screen International i Variety van elogiar la pel·lícula per la direcció, l'atrevida personatges, la imatgeria i les actuacions inflexibles d'Angeliki Papoulia i Youla Boudali, alhora que criticaven elements de la construcció narrativa del guió.
El 2020, To thavma tis thalassas ton Sargasson va ser nominada a 12 Premis de l'Acadèmia de Cinema Hel·lènica, guanyant-ne dos (Millor director per Syllas Tzumerkas i Millor actriu per Angeliki Papoulia).
Com a actor, Syllas Tzumerkas va participar en les pel·lícules Wasted Youth (2011) d’Argyris Papadimitropoulos i Jan Vogel (Festival Internacional de Cinema de Rotterdam) i I aionia epistrofi tou Antoni Paraskeva (2013) d’Elina Psykou (Festival Internacional de Cinema de Berlín).
El 2016, Syllas Tzumerkas va signar conjuntament el guió i va aparèixer com a actor a la pel·lícula d'Argyris Papadimitropoulos Suntan (Festival Internacional de Cinema de Rotterdam 2016, SXSW 2016, Millor pel·lícula internacional - Festival Internacional de Cinema d’Edimburg). Argyris Papadimitrópulos i Syllas Tzumerkas won the Best Screenplay Award of the FEST International Film Festival i el Premis de l'Acadèmia de Cinema Hel·lènica al millor guió.
El 2019, va signar conjuntament amb Ahmad Ghossein i Abla Khoury, el guió del llargmetratge d'Ahmad Ghossein All This Victory. All This Victory, una coproducció del Líban, França i Qatar, es va estrena a r a la Setmana de la Crítica de Vècia de 2019, on fou guardonat amb el premi del públic.
El 2020, va aparèixer com a actor al llargmetratge d'Argyris Papadimitropoulos Monday, en el paper de Manos.

## Filmografia
| Any  | Títol                                   | Notes |
| ---- | --------------------------------------- | --- |
| 2000 | Ta Matia Pou Trone                      | (curtmetratge), director, escriptor, actor, productor Nominada - Premi Cinéfondation - Cannes 2001 Guanyador - Premi del Jurat - Karlovy Vary 2001 |
| 2000 | All Souls' Day                          | (curtmetratge), coguionista |
| 2002 | Vrohi                                   | (curtmetratge), director, guionista |
| 2010 | Hora Proelefsis                         | coguionista, productor Nominada - Premi Luigi de Laurentis (67a Mostra Internacional de Cinema de Venècia) Nominada - Premi de la Setmana Internacional de la Crítica (67a Mostra Internacional de Cinema de Venècia) Premi de l'Acadèmia de cinema hel·lènic al millor director de primera pel·lícula Premi al primer director de cinema (Festival de Cinema d'Atenes) Nominat - Gran Premi del Jurat (New Horizons Film Festival) Nominat - Gran Preu (Voices International Film Festival) |
| 2011 | Wasted Youth                            | Actor |
| 2013 | I aionia epistrofi tou Antoni Paraskeva | Actor |
| 2014 | I ekrixi                                | Director, coguionista, productor executiu Nominada - Pardo d'Oro (Festival Internacional de Cinema de Locarno) Nominada – Cor de Sarajevo (Festival de Cinema de Sarajevo) Nominada - Art Cinema Award (Hamburg Filmfest) Nominada – Premi Internacional del Jurat (Mostra Internacional de Cinema de São Paulo) Nominada - Golden Angel (TOFIFEST, Torun IFF) |
| 2016 | Suntan                                  | Coguionista, actor Premi de l'Acadèmia de cinema hel·lènic al millor guió, amb Argyris Papadimitropoulos Premi al millor guió - FEST Film Festival |
| 2017 | A Manifesto for the Un-Communal         | (curtmetratge), director, guionista, director de fotografia |
| 2019 | To thavma tis thalassas ton Sargasson   | Director, coguionista, productor executiu Nominat - Premi Panorama (Festival Internacional de Cinema de Berlín) Nominada – Premi Teddy (Festival Internacional de Cinema de Berlín) Nominada - Premi Sang Neuf (Festival Internacional de Thriller de Beaune) Premi de l'Acadèmia de cinema hel·lènic al millor director |
| 2019 | All This Victory                        | Coguionista |
| 2020 | Monday                                  | Actor |

## Teatre
El treball teatral de Syllas Tzoumerkas inclou representacions escèniques Debate (teatre Bios, grup de teatre de la diàspora, 2011) i High and Low - A Murderer in Tokyo (Onassis Cultural Centre, Grup de teatre de la diàspora), tots dos codirigits amb Youla Boudali. L'any 2015, va participar en la producció del Centre Cultural Onassis de l'actuació òmnibus X-Apartments - Athens (concepte de Matthias Lilienthal, comissariada per Katia Arfara i Anna Mülter), amb el segment Α Farewell. al traïdor d'una casa de classe mitjana baixa a l'estació de Larissa, Atenes (basada en una carta de Filòstrat d'Atenes, s. III d.C)
- 2010 Cinemascope del Blitz, (actor), teatre Bios, Festival d'Atenes i Epidaure (Atenes)
- 2008 War is War dels Erasers (actor), No Central (Atenes)
- 2012 Debate (coescrit i codirigit per Youla Boudali, actor), Bios Theatre (Atenes)
- 2015 X-Apartments, Athens - Α Farewell to the Traitor from a Lower-Middle-Class House in Larissa Station, Atenes (basat en una carta de Flavius Philostratus, 3rd Century A.D.), Onassis Cultural Center (Atenes)'
- 2016 High and Low, A Murderer in Tokyo (coescrita i codirigida per Youla Boudali), Onassis Cultural Center (Atenes)[58]
- 2019 Tobacco Fields V1 (coescrita i codirigida per Youla Boudali), teatre Prosorinos (Atenes)[59]

## Comissari
Elina Psykou i Syllas Tzoumerkas van ser comissariats conjuntament amb Afroditi Nikolaidou i Dimitris Papanikolaou Motherland, I See You - the 20th Century of Greek Cinema, el programa de restauració i el festival commovedor de l'Acadèmia de Cinema Hel·lènic. The program had its premiere at the Athens Epidaurus Festival in September 2021.